# Of Darkness
Of Darkness ist eine 2004 gegründete Funeral-Doom-Band.

## Geschichte

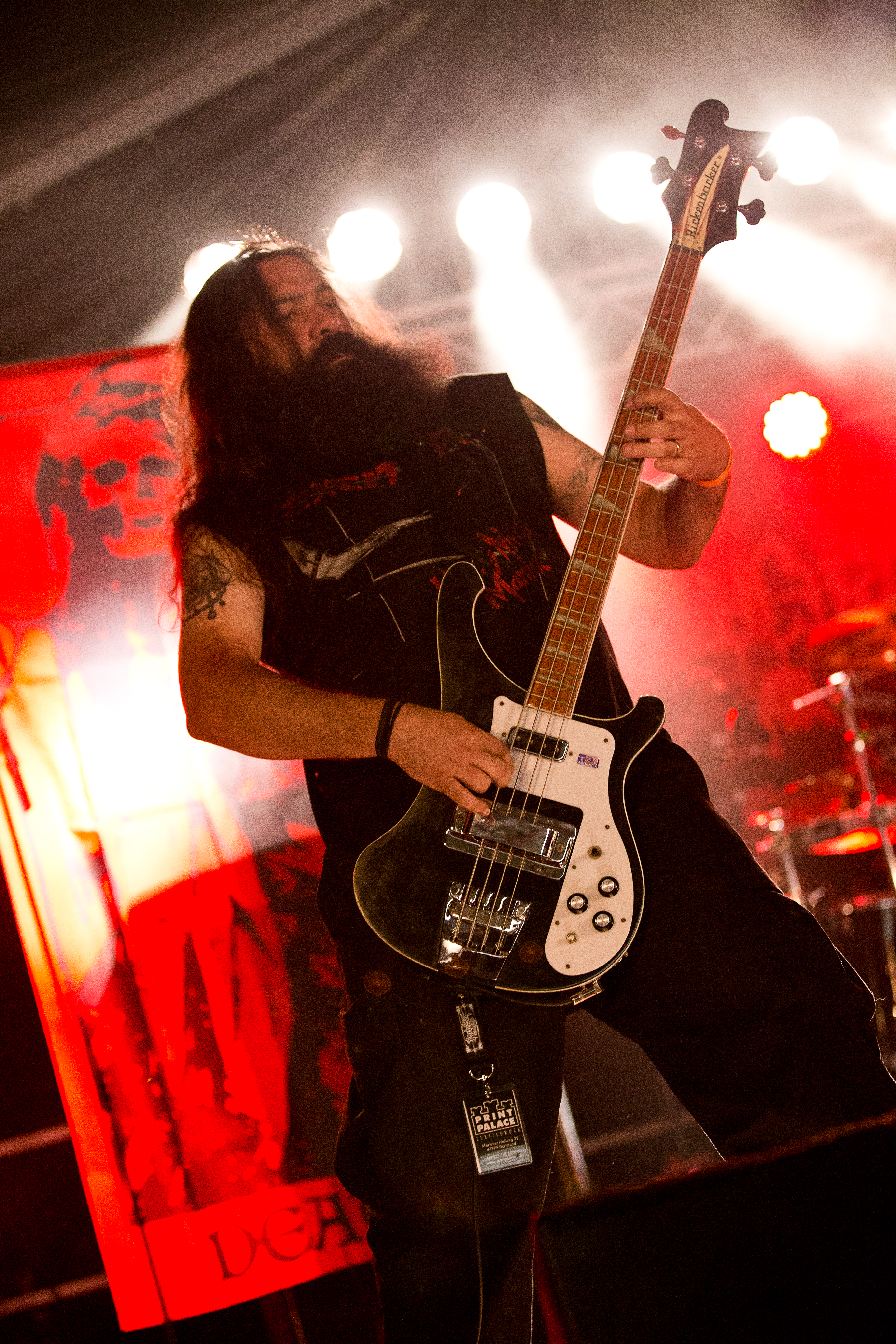
Fernando „Julkarn“ bei einem Auftritt mit Graveyard 2016

Of Darkness wurde 2004 von Fernando „Julkarn“ und Javier „Bastard“ Félez, die mit Gruppen wie Graveyard, The Bleeding Sun und Teitanblood Bekanntheit erlangten, 2004 in Barcelona gegründet. Die als Nebenprojekt gehandhabte Band richtete sich konzeptionell darauf aus, „die dunkelste Seite der Musik aus einer Metal-Perspektive zu erkunden“.
Das Projekt debütierte im November 2004 mit dem selbstveröffentlichten Demo Death. In einer für das Webzine Doom-Metal.com verfassten Rezension lobte Arnstein Petersen das Demo und urteilte, Of Darkness sei „eine der vielversprechendsten Funeral-Doom-Bands seit langer Zeit“. Wenige Monate später erschien mit The Empty Eye ein zweites Demo, das von Cody Liebetrue als ein „großartiges“ Stück „quälend langsamen Funeral Dooms“ gepriesen wurde. In den folgenden Jahren erfuhren beide Demos Wiederveröffentlichungen.
Hinzukommend beteiligte sich das Projekt an dem Split-Album Scorpiace. Das gemeinsam mit Like Drone Razors Through Flesh Sphere wurde 2012 als Musikkassette über Black Mass Records veröffentlicht. Nach dieser Beteiligung blieb die weiter als Nebenprojekt geführte Band erneut längere Zeit inaktiv. Erst 2015 erschien mit Tribute to Krzysztof Penderecki - Passio et mors Domini nostri Jesu Christi secundum Lucam über Gradual Hate Records ein reguläres Studioalbum. Das als Adaption der Lukas-Passion von  Krzysztof Penderecki angelegte Album wurde als eine gelungene „Mischung aus Neoklassik und Funeral Doom“ gelobt.

## Stil

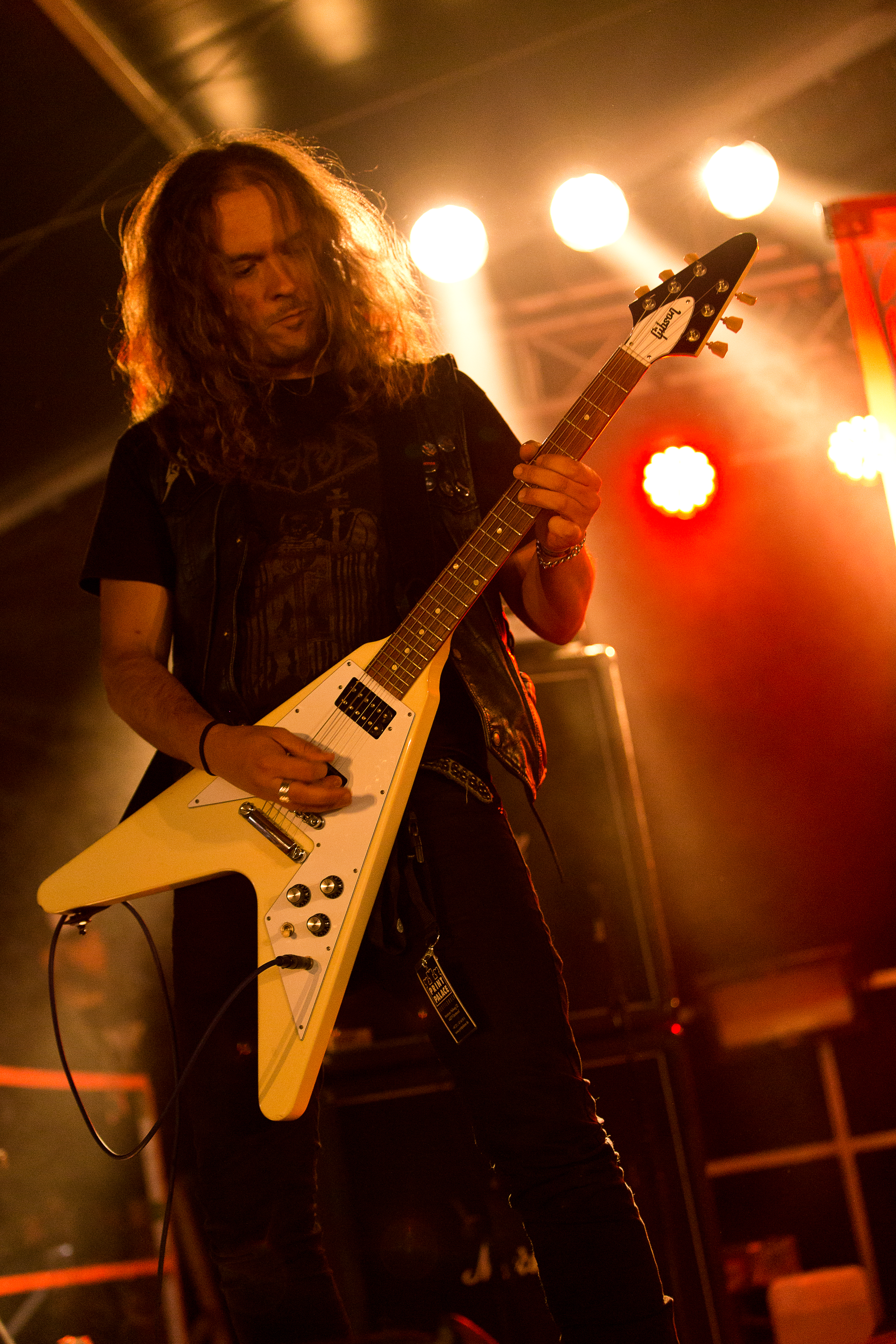
Javier „Bastard“ Félez bei einem Auftritt mit Graveyard 2016

Die von Of Darkness gespielte Musik wird dem Funeral Doom zugerechnet. Zum einordnenden Vergleich verweisen Rezensenten auf Genrevertreter wie Winter, Stabat Mater, Wormphlegm, Skepticism, Thergothon und Nortt. Dem Webzine Doom-Metal.com zur Folge ist die Musik „Konzentriert auf das Grimmige und Suizidale“ im Genre. Als „roh und jede Hoffnung zerstörend“ wird die atmosphärische Wirkung an gleicher Stelle zusammengefasst. Hierbei wird auf den Slogan der Band als ein atmosphärischer und programmatischer Hinweis verwiesen:

„What can be dead, should be dead.“

„Was tot sein kann, sollte tot sein.“

Im Verweis auf Vergleichsgrößen wie Thergothon hebt Arnstein Petersen die „Langsamkeit und Heaviness“ von Of Darkness hervor. Diese hätten „nur wenige zuvor erreicht“. Der Rhythmus folge einer Philosophie ausdrücklicher Langsamkeit. Derweil sei das besonders laute Gitarrenspiel und der ätherisch schaurige Einsatz der Synthesizer von höherer Bedeutung für die Musik als das Tempo. Die Musik kombiniere im Rahmen des Funeral Doom Elemente des „Dark Ambient“ oder der „Neoklassik“ mit Elementen des Industrials und des Black Metal. Dies äußere sich in klarem und gutturalem Gesang, der als Growling, Schreien und Kreischen präsentiert wird sowie in Rückkopplungen und dem harschen Gitarrenspiel insgesamt.

## Diskografie
- 2004: Death (Demo, Selbstverlag)
- 2005: The Empty Eye (Demo, Selbstverlag)
- 2009: The Empty Eye/Death (Kompilation, Black Mass Records)
- 2012: Scorpiace (Split-Album mit Like Drone Razors Through Flesh Sphere, Black Mass Records)
- 2015: Tribute to Krzysztof Penderecki - Passio et mors Domini nostri Jesu Christi secundum Lucam (Album, Gradual Hate Records)